# Església vella de Santa Eulàlia de Gironella
L'església vella de Santa Eulàlia de Gironella és un edifici d'estil gòtic dels segles XIII-XIV, inclosa en l'Inventari del Patrimoni Arquitectònic de Catalunya, actualment sense culte religiós.

## Descripció
Església d'una sola nau coronada a llevant per un absis poligonal cobert amb volta de creueria nervada amb una imatge de santa Eulàlia amb l'escut de Pinós a la clau. Al costat de tramuntana s'hi obre una capella a manera de transsepte que separa la nau, més ample i més elevada que l'absis, cobert amb volta apuntada i flanquejada per petites capelles laterals a manera d'arcosolis. El campanar és una torre massissa de planta rectangular que s'alça sobre el braç nord del transsepte i presenta un doble nivell de finestres d'arc de mig punt. El parament és de grans pedres escairades, disposades en fileres i unides amb morter. Trobem afegits de moments posteriors de maó, obertures cegues amb un parament també de pedra però lleugerament divers, etc. La coberta és de teula àrab.

## Història

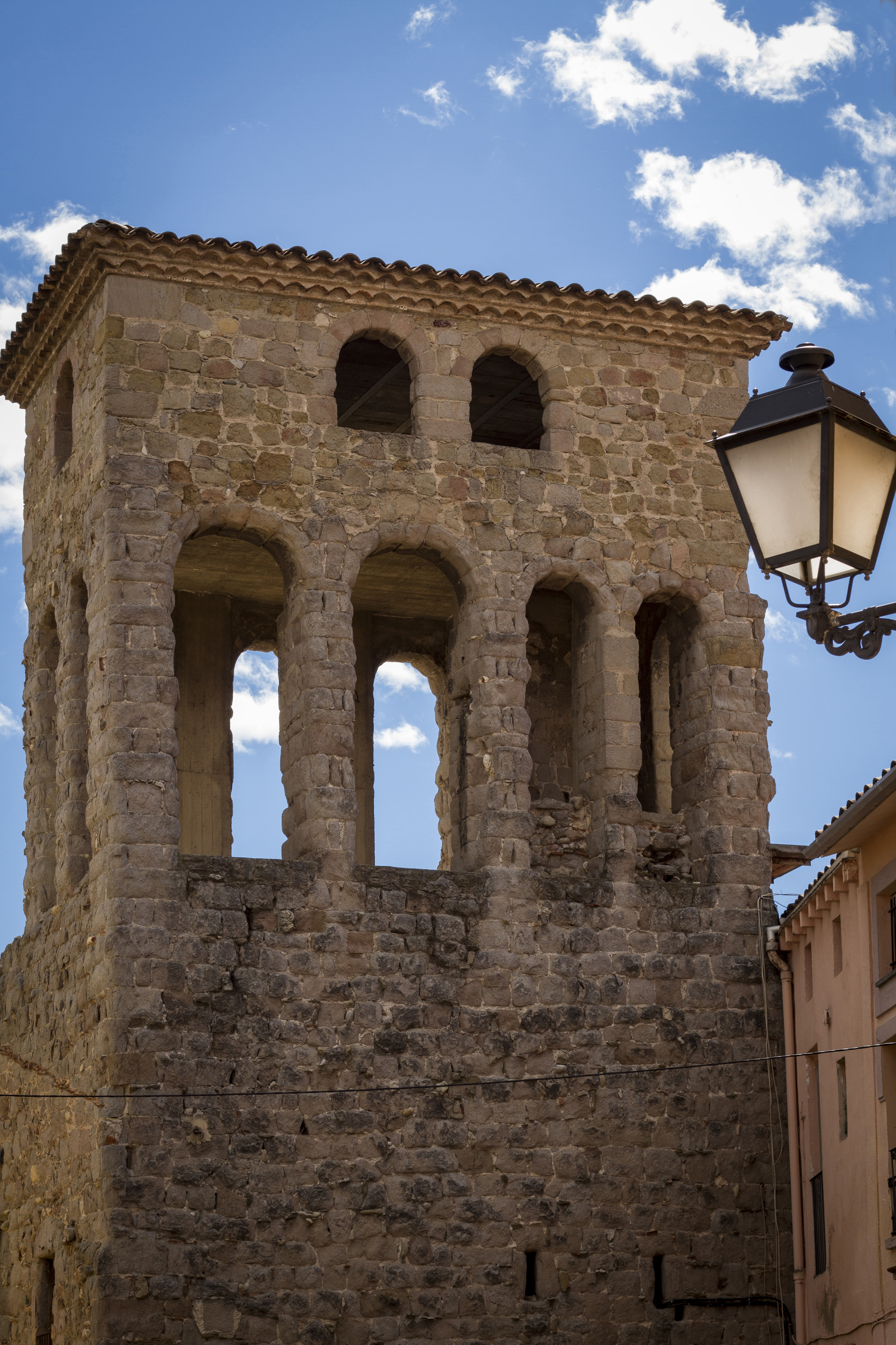
Campanar de l'església vella de Santa Eulàlia de Gironella

L'església és documentada en un pergamí l'any 1222 i posteriorment en un altre del 1320. Amb el temps ha sofert moltes modificacions de les quals destaca la construcció de la torre campanar l'any 1445.
Fou parroquial de Gironella fins a finals del s. XX, quan la vila va créixer i fou necessària la construcció de la nova església. Per poder pagar les obres de l'edifici nou, i amb un dèficit de 8.803 pts., el 1907 la parròquia es va vendre a l'església vella al senyor Bernadí Ballús el qual en fou propietari fins al 1924 en que la va vendre a la família Fígols per 7.500 pts.; l'edifici ha acollit diverses activitats, com una indústria tèxtil, una fàbrica de fideus, un esbart, una cafeteria, etc. Finalment el 1972, el propietari la cedí a l'ajuntament que n'inicià la seva recuperació. El campanar fou restaurat el 1984 i el 1985 començaren els treballs arqueològics i de restauració per part de la diputació de Barcelona, sota la direcció d'Antoni Gonzàlez, redactor del projecte definitiu.
Paral·lelament l'Agrupament Escolta Sebastià Montraveta s'hi instal·là abans d'ocupar el seu edifici actual. Després de la restauració es condicionà per a tot tipus d'activitats culturals.